# 大三元
大三元，又稱大三仙、三神仙、三官大帝、三巨頭、三界牌、三元及第或上古三代真君牌。是麻将中的一种和牌形式，牌型中3組面子由中、白、發（三元牌）所組成即可成立。

## 意義
大三元在日本麻将中屬於役滿役，台灣麻將為8台，國標麻將為88番，香港麻將為8番，廣東麻雀或港式台牌為40番。
在日本麻将裡大三元在役滿役中屬於較常出現的役滿，與坎坎胡、十三么併為役滿御三家。